# Лас-Вентас-де-Ретамоса
Лас-Вентас-де-Ретамоса (ісп. Las Ventas de Retamosa) — муніципалітет в Іспанії, у складі автономної спільноти Кастилія-Ла-Манча, у провінції Толедо. Населення — 3104 особи (2010).
Муніципалітет розташований на відстані близько 45 км на південний захід від Мадрида, 33 км на північ від Толедо.
На території муніципалітету розташовані такі населені пункти: (дані про населення за 2010 рік)
- Лас-Вентас-де-Ретамоса: 3032 особи
- Лас-Болас: 46 осіб
- Лас-Росас: 26 осіб

## Демографія
Динаміка населення (INE ):

## Галерея зображень

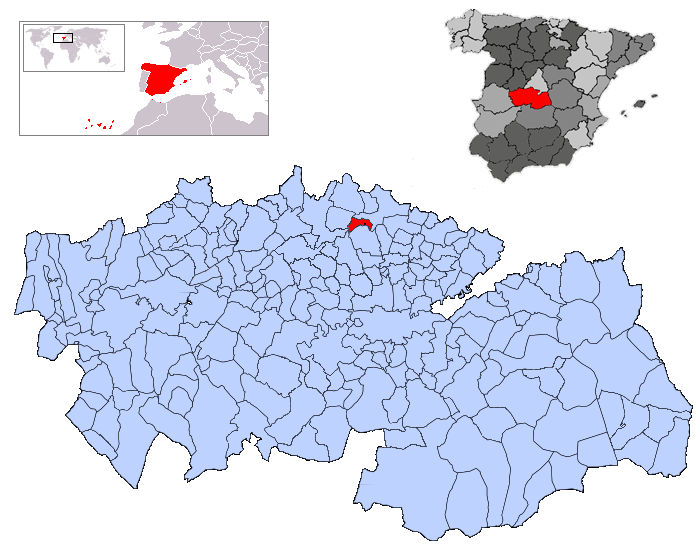
Розташування муніципалітету у провінції Толедо